# Бабкова, Марина Анатольевна
Марина Анатольевна Бабкова (род. 24 ноября 1969, Москва) — советская спортсменка, многократная чемпионка СССР, чемпионка Европы (1989), призёр чемпионата мира (1986) по прыжкам в воду. Мастер спорта СССР международного класса (1986). Заслуженный мастер спорта России (2003).

## Биография
Родилась 24 ноября 1969 года в Москве. Начала заниматься прыжками в воду в возрасте 7 лет в СДЮШОР ЦСКА. На протяжении всей спортивной карьеры тренировалась под руководством Галины Клевенко.
Наиболее значимых результатов добивалась во второй половине 1980-х годов, когда многократно становилась победительницей и призёром чемпионатов СССР. В тот же период времени входила в состав сборной страны, в 1986 году выиграла бронзовую медаль чемпионата мира в Мадриде в прыжках с трёхметрового трамплина, а в 1987 году — серебряную награду чемпионата Европы в Страсбурге в той же дисциплине. В 1988 году участвовала в Олимпийских играх в Сеуле, где заняла 5 место. В 1989 году на чемпионате Европы в Бонне первенствовала на трёхметровом трамплине и стала бронзовым призёром в прыжках с однометрового трамплина, впервые вошедших в программу крупных международных соревнований на этом турнире.
В 1989 году завершила свою спортивную карьеру. В 1996 году окончила Московскую государственную академию физической культуры. С середины 1990-х до середины 2010-х годов занималась тренерской деятельностью в СДЮШОР ЦСКА. С 2008 года работает инструктором по физической культуре и педагогом дополнительного образования по плаванию в Московском кадетском корпусе «Пансион воспитанниц Министерства обороны Российской Федерации». Награждена медалями «За укрепление боевого содружества» (2018) и «За особые успехи в кадетском образовании» (2021).